# Central Hidroelétrica de Laúca
A Central Hidroelétrica de Laúca é uma central hidrelétrica construída no rio Cuanza, entre as províncias de Malanje e Cuanza Sul, na Angola.
A instalação Laúca I gera energia utilizando seis turbinas de 338 megawatts cada, totalizando capacidade de 2028 megawatts. Já Laúca II, existente para garantir uma vazão mínima no Cuanza, possui uma turbina de 42 megawatts. Ambas, totalizam 2070 megawatts.
A hidroelétrica é operada pela companhia estatal Empresa Pública de Produção de Electricidade (PRODEL-EP).
Sua base de operações está na vila de Laúca, no município de Pungo-Andongo, em Malanje. Seu lago também banha terras do município do Quissongo, no Cuanza Sul.

## História
A construção da hidroelétrica teve início em 2012 e, seguiu-se até julho de 2017, quando foi inaugurada a primeira unidade ainda em fase de testes, de 338 megawatts.
Em julho de 2019, as outras cinco turbinas, de seis unidades geradoras principais, entraram em operação.
A empreiteira principal foi a brasileira Odebrecht (atual OEC), e o maior fornecedor dos equipamentos foi a austríaca Andritz. O custo do projeto foi de cerca de 4,3 bilhões de dólares.